# Yuriy Isakov
Yuriy Isakov (30 décembre 1949 - 29 septembre 2013) est un athlète russe ayant concouru pour l'URSS spécialiste du saut à la perche.

## Biographie

### Palmarès
| Date | Compétition                    | Lieu     | Résultat | Performance |
| ---- | ------------------------------ | -------- | -------- | ----------- |
| 1971 | Championnats d'Europe en salle | Sofia    | 3e       | 5,30 m      |
| 1971 | Championnats d'Europe          | Helsinki | 7e       | 5,10 m      |
| 1974 | Championnats d'Europe          | Rome     | 3e       | 5,30 m      |

### Records
| Épreuve          | Performance | Lieu   | Date        |
| ---------------- | ----------- | ------ | ----------- |
| Saut à la perche | 5,50 m      | Sotchi | 5 juin 1977 |